# 帕波雷斯 (明尼蘇達州)
帕波雷斯（英語：Paupores）是位於美國明尼蘇達州聖路易斯縣的一個非建制地區。

## 歷史
帕波雷斯的郵局於1902年成立，其後於1904年停運。此地得名自郵局早期局長菲爾·波波爾（Phil Poupore）。

## 地理
帕波雷斯所處的海拔為高於海平面381米（即1250英呎），而該地所採用的時區為UTC-6，即北美中部時區（CST）。同時該地設有夏令時間，為UTC-6調快一小時，即UTC-5（CDT）。